# Delta bicinctum
Delta bicinctum är en stekelart som först beskrevs av Henri Saussure 1852.  Delta bicinctum ingår i släktet Delta och familjen Eumenidae. Inga underarter finns listade i Catalogue of Life.